# Мопа (Об)
Мопа́ (фр. Maupas) — коммуна во Франции, находится в регионе Шампань — Арденны. Департамент — Об. Входит в состав кантона Буйи. Округ коммуны — Труа.
Код INSEE коммуны — 10229.
Коммуна расположена приблизительно в 150 км к юго-востоку от Парижа, в 95 км южнее Шалон-ан-Шампани, в 18 км к югу от Труа.

## Население
Население коммуны на 2008 год составляло 97 человек.
| 1962 | 1968 | 1975 | 1982 | 1990 | 1999 | 2008 |
| ---- | ---- | ---- | ---- | ---- | ---- | ---- |
| 66   | 45   | 64   | 66   | 71   | 82   | 97   |

## Экономика

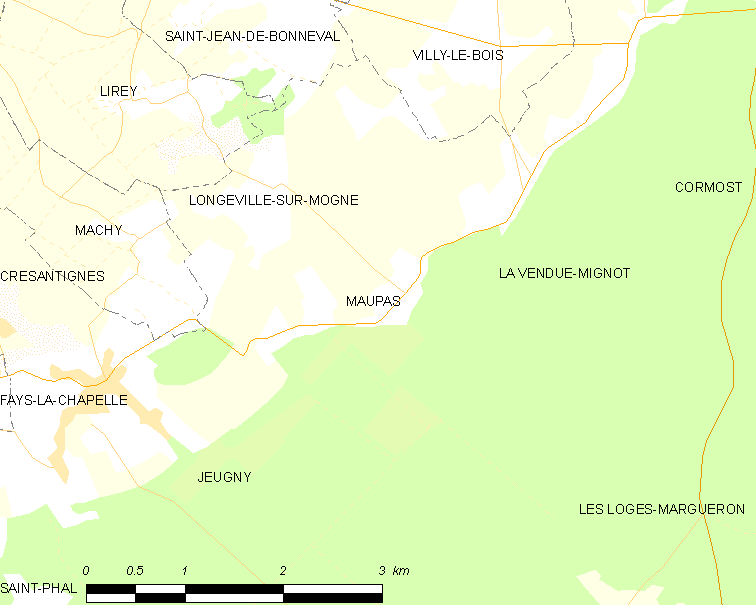
Карта коммуны

В 2007 году среди 63 человек в трудоспособном возрасте (15—64 лет) 48 были экономически активными, 15 — неактивными (показатель активности — 76,2 %, в 1999 году было 67,9 %). Из 48 активных работали 47 человек (25 мужчин и 22 женщины), безработной была 1 женщина. Среди 15 неактивных 3 человека были учениками или студентами, 9 — пенсионерами, 3 были неактивными по другим причинам.